# آقاخان عصر انقلاب
میرزا آقاخان فریار همدانی یا آقاخان عصر انقلاب (۱۲۶۴–۱۳۲۴) روزنامه‌نگار و سیاستمدار ایرانی بود.

## زندگی‌نامه
آقاخان در سال ۱۲۶۴ خورشیدی در همدان زاده شد. پدرش میرزا عبدالله همدانی نام داشت. آقاخان پس از اتمام تحصیلات عادی عصر خود به انجام کارهای گوناگون روی آورد. او همیشه در فعالیت‌های سیاسی شرکت می‌کرد و در احزاب مختلف عضویت داشت و بارها به زندان افتاد.
او در مهاجرت و تشکیل دولت موقت در جنگ جهانی اول نقش اساسی داشت. آقاخان از دهم بهمن ۱۲۹۳ (چهاردهم ربیع‌الاول ۱۳۳۳) نشریه‌ای ۲ صفحه‌ای با قطع بزرگ و چاپ سربی با عنوان عصر انقلاب در تهران به چاپ رساند که در آغاز هفته‌نامه بود و بعدها هر هفته دو بار منتشر شد. سردبیری آن را در ابتدا دبیر خلوت به عهده داشت. این روزنامه به شدت ضد دولت و حکومت بود و چند بار توقیف شد. ناصرالاسلام نماینده فومن در مجلس به این توقیف اعتراض کرد و از فرمانفرما وزیر داخله توضیح خواست که چرا عصرانقلاب بدون حکم دادگاه و تذکر قبلی توقیف شده‌است. فرمانفرما در پاسخ او گفت: «به اقتضای مصالح دولتی این دو روزنامه توقیف شده‌است و بیش از این نمی‌توانم در مجلس توضیح بدهم». سپس ملک الشعرای بهار در مجلس به اعتراض برخاست و گفت: «این جواب غیرقانونی است … باید روزنامه‌نویس را ادب کرد نه اینکه اعدام کرد … بنده استرحام بکنم درخواست می‌کنم که مقرر فرمایند در وزارت عدلیه یک محکمه که صلاحیت محاکمه مطبوعات را داشته باشد مطابق قانون مطبوعات یا یک هیئت منصفه بنشیند و آن روزنامه‌نویس را که برخلاف قانون مطبوعات چیزی نوشته‌است محاکمه کنند و بعد از محاکمه چنانچه خلاف کار است مجازات بدهند نه این که بدون محاکمه روح ادبیات ملت را اعدام بکنند». در نهایت آقاخان مجبور شد به جای عصر انقلاب «عهد انقلاب» را منتشر کند. پس از کودتای ۱۲۹۹ سردبیری این روزنامه را سعید نفیسی به عهده گرفت.
در انتخابات پنجمین دوره مجلس شورای ملی به نمایندگی از اردبیل و خلخال به مجلس راه یافت و نخستین کسی شد که در تاریخ مجالس قانونگذاری ایران بر کرسی این حوزه انتخابیه تکیه زد. اردبیل و خلخال در چهار دوره نخست مجلس شورای ملی نماینده نداشتند. در این دوره او از هواداران سردارسپه و عضو جناح اکثریت بود با این حال در حکومت نظامی که سردارسپه در اواخر تیر ۱۳۰۳ پس از کشته شدن کنسول آمریکا در تهران اعلام کرد، روزنامه اش توقیف شد. با روی کارآمدن رضاشاه، در ششمین دورهٔ مجلس شورای ملی نیز کرسی نمایندگی اردبیل و خلخال را حفظ کرد. بعدها وارد وزارت فوائد عامه و وزارت طرق و شوارع شد و مدتی ریاست اداره راه اصفهان را به عهده داشت. سپس مدیر کل وزارت راه شد.
هنگامی که استفاده از القاب ممنوع شد و افراد ملزم به انتخاب نام خانوادگی شدند، آقاخان نام روزنامه عصر انقلاب را به عنوان نام خانوادگی برگزید. او در سال ۱۳۲۴ در گذشت.